# یواس‌اس ناپا (ای‌پی‌ای-۱۵۷)
یواس‌اس ناپا (ای‌پی‌ای-۱۵۷) (به انگلیسی: USS Napa (APA-157)) یک کشتی بود که طول آن ۴۵۵ فوت (۱۳۹ متر) بود. این کشتی در سال ۱۹۴۴ ساخته شد.